# تومه پیرس
تومه پیرس (۱۴۶۵–۱۵۲۴ یا ۱۵۴۰) داروساز پرتغالی اهل لیسبون بود.

### پیشینه
وقتی پرتغالی‌ها برای اولین بار به آسیای جنوب شرقی رسیدند، وی سال‌های ۱۵۱۱ تا ۱۵۱۲ را در مالاکا گذراند. پس از تجربیات خود در هند اولین سفیر اروپایی بود که پس از قرن ۱۴ میلادی به چین رفت. اثر مهم او کتاب جامع شرق است.